# كارين واشنطن
كارين واشنطن (بالإنجليزية: Karen Washington)‏ هي ناشطة سياسية أمريكية، ولدت في 1956.